# Троицкая улица (Чернигов)
Троицкая улица (до 2022 года — улица Суворова) (укр. Троїцька вулиця) — улица в Новозаводском районе города Чернигова. Пролегает от улицы Пантелеймоновская (Малясова) до улицы Толстого.
Примыкают улицы Троицкий переулок (улица Вихнина).

## История
Загородная улица — из-за того, что улица была крайней на данной местности — была проложена в 1920-е годы. Была застроена индивидуальными домами.   
В 1940 году Загородная улица переименована на улица Суворова — в честь русского полководца Александра Васильевича Суворова.
По названию улицы именовались два переулка — 1-й и 2-й, которые были преобразованы в улицы и названы в честь Героев Советского Союза соответственно Вихнина и Гнидаша.  
С целью проведения политики очищения городского пространства от топонимов, которые возвеличивают, увековечивают, пропагандируют или символизируют Российскую Федерацию и Республику Беларусь, 1 августа 2022 года улица получила современное название — в честь Троицкого собора, согласно Решению Черниговского городского совета № 19/VIII-6 «Про переименование улиц в городе Чернигове» («Про перейменування вулиць у м. Чернігові»).

## Застройка
Улица пролегает в юго-восточном направлении. Парная и непарная стороны улицы заняты усадебной застройкой, начало улицы непарной стороны — промышленными предприятиями (бывшее предприятие «Металлист» и строительно-монтажное управление). Имеет проезд к Межевой улице. Учреждений на улице нет.
Застройка представлена рядовыми историческими зданиями, что не являются памятниками архитектуры или истории: усадебные дома — кирпичный одноэтажный № 7, деревянные одноэтажные на кирпичном фундаменте №№ 22, 24, 26, 27, 28, 29, 35, 36, 39, 41, 42/2, 43, 45, 47, 49.